# 13 poetas chilenos
13 poetas chilenos (1938-1948) es una antología poética editada por Hugo Zambelli y publicada en Valparaíso en 1948. El libro contiene poemas de los chilenos Eduardo Anguita, Braulio Arenas, Jorge Cáceres, M. Ferrero, Enrique Gómez Correa, Mahfúd Massís, R. Navia, G. Ossorio, Nicanor Parra, F. Pezoa, Gonzalo Rojas, Antonio de Undurraga y Hugo Zambelli.
Esta antología contiene los poemas «La trampa», «La víbora» y «Los vicios del mundo moderno» de Nicanor Parra, que años más tarde serían publicados en el reconocido libro del autor, Poemas y antipoemas (1954). 13 poetas chilenos es, de este modo, el primer libro en publicar antipoemas.

## Crítica
Según Federico Schopf, una crítica dijo que esta antología incluía a doce poetas más Hugo Zambelli.